# John Wickström (olympier)
John Wickström, född 23 april 1927 i Hamrånge, död 10 december 1987 i Norrköping, var en svensk skridskoåkare som representerade Sverige i olympiska spelen i Oslo, 1952. Han var även en framgångsrik cyklist med en seger vid de Nordiska Mästerskapen i Uddevalla, 1951, som främsta merit.
John Wickström som kallades för Johnny Viking, var en omtyckt idrottare i hemstaden Norrköping och fick motta pris för Norrköpings främsta idrottsman med motiveringen "Goda insatser som cyklist och skrinnare, förenade med hans personligt föredömliga egenskaper." Wickström hade haft polio i barndomen och hade därmed underutvecklad muskulatur i ena armen, men kunde trots detta bli en av landets främsta idrottare i början på 1950-talet. 